# George Hempleman

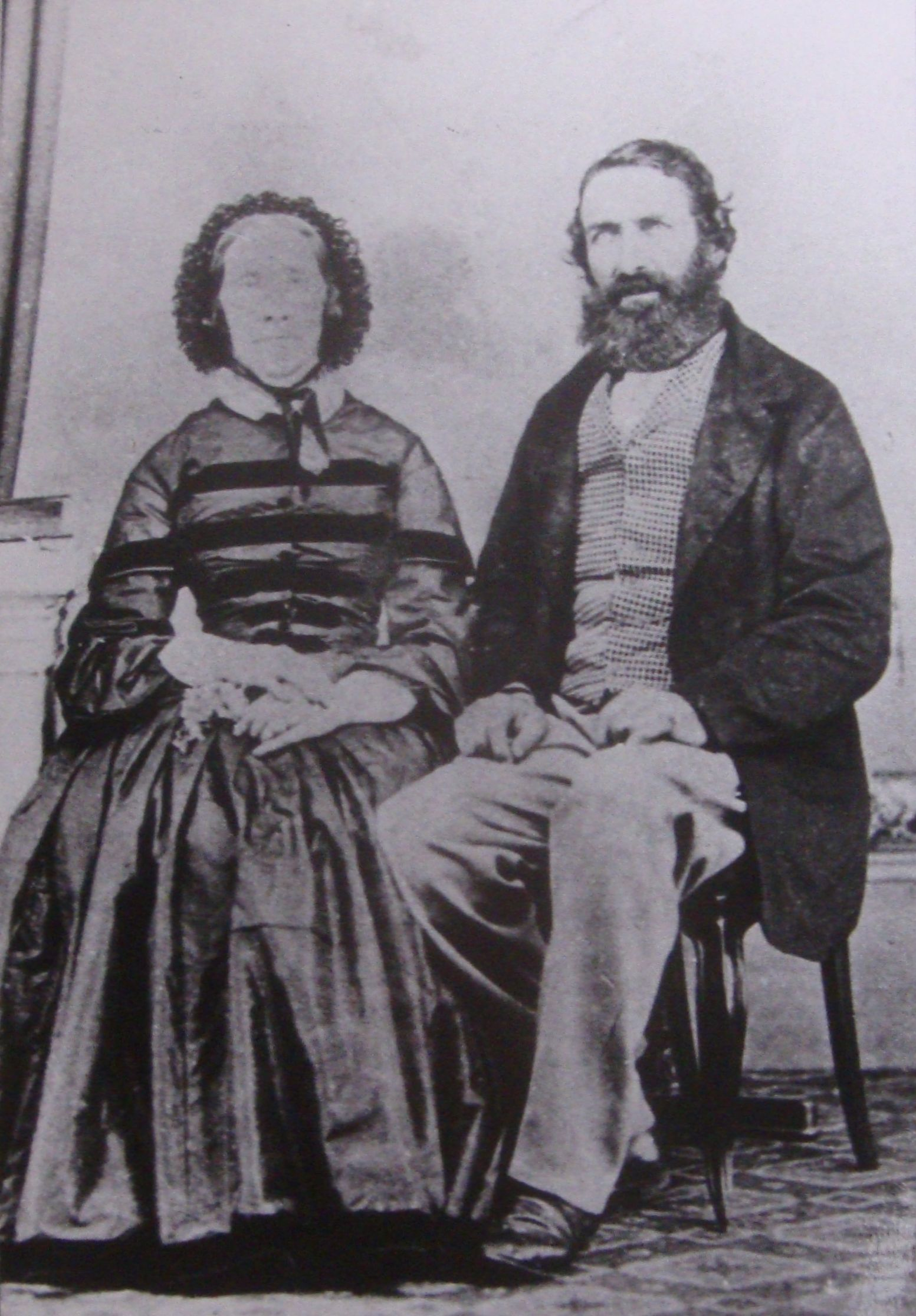
George Hempleman mit Elizabeth, seiner zweiten Frau

George Hempleman (in Deutsch vermutlich Georg Hempelmann) (* 1799 in Altona, damals Schleswig-Holstein, Deutschland; † 13. Februar 1880 in Akaroa, Canterbury, Neuseeland) war Kapitän, Walfänger und erster deutschstämmiger Siedler in Neuseeland.

## Leben und Wirken
Von Georg Hempelmanns deutscher Vergangenheit ist, außer dass er 1799 in Altona geboren worden sein soll, nichts bekannt. Quellen über ihn beginnen erst mit seiner erstmaligen Ankunft in Neuseeland 1835 von Sydney aus kommend. Auch gibt es nur einen Hinweise auf seine erste Frau, die in der Peraki Bay in Neuseeland begraben sein soll. Seine zweite Frau war Elizabeth Delahay Whelch, geborene Price, die 1784 geboren wurde und vor ihrem Mann am 4. Juli 1868 in Akaroa, Canterbury im Alter von 77 Jahren verstarb. Beide heirateten jeweils in zweiter Ehe am 4. Januar 1842 in Akaroa. Howard Charles Jacobson vermutete in seinem Buch Tales of Banks Peninsula, dass Hempleman noch bis zu seinem 25. oder 26. Lebensjahr Deutsch gesprochen hatte und von da ab wohl ausschließlich im englischsprachigen Ausland lebte, da er später seiner Muttersprache nicht mehr mächtig war.
Hempleman muss auch wohl bis 1835 Seemann gewesen sein, denn ab November 1835 kommandierte er die Brigg Bee, die Walfänger von Sydney nach Neuseeland in die Peraki Bay brachte. 1836 baute er ein Haus in Port Cooper für die Walfänger an Land. Am 5. Februar 1837 segelte Hempleman mit dem Schoner Dublin Packet von Sydney aus ein weiteres Mal zur Peraki Bay, diesmal um eine Walfangstation zu errichten. Mit an Bord waren seine ersten Frau und Kapitän Clayton, mit dem er einen Vertrag über die Verwertung der Fänge abgeschlossen hatte. Sie erreichten die Bucht am 20. März 1837. Nach einer letzten Reise und Ankunft am 20. September desselben Jahres blieb Hempleman dann in der Peraki Bay. Dieser Zeitpunkt kann wohl als das spätestes Datum für seine Ansiedlung auf der Banks Peninsula angesehen werden.
Hempleman, der einige Māori vom Queen Charlotte Sound in seiner Station beschäftigte, kam am 31. Oktober 1839, nachdem der Māori-Chief Hone Tuhawaiki einen seiner Māori-Jungen getötet hatte, in Konflikt mit dem Chief.
Wenig später allerdings, am 2. November 1839, kaufte er von Hone Tuhawaiki Land, welches nahezu die gesamte Banks Peninsula umfasste. Seine Gegenleistung bestand aus dem kleinen 10-Tonnen-Handelsschiff (Mary Ann), Taback und einer Anzahl Decken, was alles zusammengenommen damals einen Wert von etwa 650 britischen Pfund ausgemacht hatte. Doch schon am 2. August 1838 hatte Kapitän Jean Langlois, ein französischer Walfänger von Le Havre, bereits mit einigen Māori-Chiefs über den Verkauf von 30.000 Acre der Banks Peninsula verhandelt und kam Mitte 1840 zurück, um den Verkauf abzuschließen.
Für Hempleman stellte sich auf einmal heraus, dass Hone Tuhawaiki das Land zweimal verkauft hatte. Er brachte seinen Fall als Beschwerde in das Repräsentantenhaus von Neuseeland ein und versuchte darüber sein Recht zu bekommen, zumal die Unterschriften von Hone Tuhawaiki und acht weiteren Chiefs inklusive vier Zeugen und unter seinem Vertrag standen. Doch er konnte, obwohl der Commissioner of Crown Lands at Akaroa empfahl, ihm mindestens 2.500 Acre zuzusprechen, sein vermeintliches Recht bis zu seinem Tode nicht durchsetzen.
1843 wurde die Walfangstation in der Peraki Bay verkauft und Hempleman zog mit seiner zweiten Frau in die German Bay, heute Takamatua genannt. 1852 akzeptierte er vorerst 500 Acre Land zugesprochen zu bekommen, 250 davon in der German Bay. Die Siedlung, etwa 3 km nördlich von Akaroa gelegen, war durch zwölf deutschstämmige Siedler, die 1840 mit den französischen Auswanderern nach Neuseeland kamen und Akaroa gründeten, entstanden. Er lebte dort, die letzten Jahre davon bis zu seinem Tod in einem Hospital. George Hempleman starb am 13. Februar 1880 durch einen Unfall und wurde in Akaroa beigesetzt.
1938 wurde ihm zu Ehren in der Peraki Bay ein Denkmal gesetzt.

## Das Peraki Log
George Hempleman führte ein privates Tagebuch. Das Buch, das im Museum von Akaroa aufbewahrt und Peraki Log genannt wird, begann mit dem November 1835, dem Zeitpunkt, zu dem er mit der Brigg Bee Walfänger nach Neuseeland in die Peraki Bay brachte. Er führte das Tagebuch über die Jahre seines Lebens in der Bucht weiter. Die Aufzeichnungen wurden so zu einem wichtigen Dokument, welches die Walfangzeit, die Anfänge der Besiedlung in der Gegend und die Kontakte und Auseinandersetzungen mit den Māori dokumentierte. 